# 88-as busz (Szekszárd)
A szekszárdi 88-as jelzésű autóbusz csúcsidőn kívül (mikor a 2, 2Y, 8, 8A járatok már nem közlekedtek), valamint hétvégi időszakban biztosított kapcsolatot Palánk (a város északi része) és a Tesco áruházi végállomás között. Testvér járata a 89-es busz volt, mely szintén csúcsidőn kívül, rövidített útvonalon a Műszergyárig közlekedett. A buszútvonal 2022. augusztus 28-tól életbe lépett új vonalhálózattal és menetrenddel megszűnt.

## Útvonala
| Palánk, vegyesbolt felé |
| --- |
| Tesco áruház – Alisca utca 44-46. – Béri Balogh Ádám utca – Széchenyi utca – Szent László utca – Kadarka utca – Jobbparászta – Rákóczi utca – Palánki út – Palánk, vegyesbolt |

| Tesco áruház felé |
| --- |
| Palánk, vegyesbolt – Palánki út – Rákóczi utca – Jobbparászta - Kadarka utca – Szent László utca – Széchenyi utca – Béri Balogh Ádám utca – Csatári torok – Tesco áruház |

## Megállóhelyei
| sz. | Megállóhely neve             | Menetidő (perc) | Menetidő (perc) | Átszállási kapcsolatok     |
| --- | ---------------------------- | --------------- | --------------- | -------------------------- |
| 0   | Tesco áruház                 | 0               | 27              | 4, 4A, 7, 7A, 89, 9, 98    |
| 1   | Alisca utca 44-46.           | 2               | ∫               | 7, 7A, 89, 9, 98           |
| 2   | Csatári torok                | ∫               | 25              | 89                         |
| 3   | Baka István általános iskola | 4               | ∫               | 5, 6, 6Y, 89               |
| 4   | Alsóvárosi temető            | 5               | 23              | 5, 5Y, 6, 6Y, 89, 9, 98    |
| 5   | Bakta köz                    | 6               | 22              | 5, 5Y, 6, 6Y, 89, 9, 98    |
| 6   | Kórház                       | 7               | 21              | 5, 5Y, 6, 6Y, 89, 9, 98    |
| 7   | Nyomda                       | 9               | 19              | 5, 5Y, 6, 6Y, 89, 9, 98    |
| 8   | Posta                        | ∫               | 18              | 1, 4, 4A, 7, 7A, 89, 9, 98 |
| 9   | Szent László utca            | 11              | 17              | 1, 4, 4A, 89               |
| 10  | Babits iskola                | 12              | 16              | 89                         |
| 11  | Kadarka utca                 | 14              | 14              | 89                         |
| 12  | Parászta, kisbolt            | 16              | 12              | 89, 9, 98                  |
| 13  | Tolnai Lajos utca            | 17              | 11              | 89, 9, 98                  |
| 14  | Jobbparászta                 | 19              | 9               | 89, 9, 98                  |
| 15  | Újvárosi temető              | 22              | 6               | 89, 9, 98                  |
| 16  | Csecsemőotthon               | 24              | 4               | 89, 9, 98                  |
| 17  | Műszergyár                   | 25              | 3               | 89, 9, 98                  |
| 18  | Palánk, vegyesbolt           | 28              | 0               | 89, 9, 98                  |